# Colletes cyanonitidus
Colletes cyanonitidus är en biart som beskrevs av Kuhlmann 2007. Colletes cyanonitidus ingår i släktet sidenbin, och familjen korttungebin. Inga underarter finns listade i Catalogue of Life.